# 山下将仁
山下 将仁（やました まさひと、1961年12月27日 - ）は、北海道出身の日本のアニメーター。

## 人物
幼少時は特撮に夢中になり、その後はアニメに興味を持ち、パラパラ漫画などを描く。高校時代にアニメーターになろうと決意し、卒業後はスタジオNo.1に入社して動画を半年間続けるも評判が悪く、19歳で『太陽の使者 鉄人28号』第7話「死を呼ぶ人工衛星」で原画デビューする。
その後、スタジオOZ（現：スタジオとめ）で活動し、解散後はアニメーター数人で作画集団ワンパターンを結成する。メンバーには岸義之や上妻晋作などがおり、途中で新房昭之や佐野浩敏も参加する。漫画家の高橋和希なども遊びに来ていた。ワンパターンが自然消滅した後は金田伊功から声をかけられ、「スタジオのんまると」で活動する。映画『幻魔大戦』ではキャラクターが似ていないと監督のりんたろうに呼び出され、それに対して文句を言ったという逸話がある。
1998年、ハワイで映画『FINAL FANTASY』を製作するため、スクウェア（現・スクウェア・エニックス）のスタッフとして絵コンテに関わる。途中で仕事が嫌になって退社しようとするが、ゲーム『ファイナルファンタジーX』の召喚獣の絵コンテを任され、その後に退社する。現在はフリー。
1980年代に代表される暴走するようなアクションや特徴的なエフェクトは「山下系」などとも呼ばれ、他のアニメーターに強い影響を与えた。また、女性キャラクターについては肉感を強調するような作画をしていたが、現在は基本的にリアル志向である。金田に影響を受けたとされ、本人もそれを認めている一方、絵を真似したりはしなかったという。

## 参加作品

### テレビアニメ
- ずっこけナイトドンデラマンチャ（1980年、動画、#6・#7・#15）
- 太陽の使者 鉄人28号（1980年、原画、#3・#7・#18・#28・#36・#44・#48）
- 六神合体ゴッドマーズ（1981年、原画、#3・#9・#10・#12・#13・#15・#17・#19）
- うる星やつら（1981年、原画、#27・#35・#43・#52・#55・#60・#73・#89・#97・#102・#104・#106・#109・#116・#123・#126・#127）
- 魔境伝説アクロバンチ（1982年、原画、#12）
- 未来警察ウラシマン（1983年、原画、#13）
- マイティ・オーボッツ（1984年、OPアニメーション、原画、#3・#10・#12・#13）[注 1]
- ルパン三世 PARTIII（1984年、原画、#20・#27）
- ビデオ戦士レザリオン（1984年、原画、#45）
- よろしくメカドック（1984年、原画、#10）
- 忍者戦士飛影（1985年、原画、#1・#5）
- めぞん一刻（1986年、原画）
- マシンロボ クロノスの大逆襲（1986年、パイロット、原画、#2・#23・OP）
- シルバーホークス（1986年、日米合作、原画OP）[注 1]
- レスラー軍団〈銀河編〉 聖戦士ロビンJr.（1989年、原画）
- 機動警察パトレイバー（1989年、原画）
- 緊急発進セイバーキッズ（1991年、原画）
- 宇宙の騎士テッカマンブレード（1992年、原画）
- 超電動ロボ 鉄人28号FX（1992年、原画）
- 幽☆遊☆白書（1992年、原画、#50）
- 覇王大系リューナイト（1994年、DN原画、#14）
- メタルファイターMIKU（1994年、原画）
- ふしぎ遊戯（1995年、原画）
- ラーゼフォン（2002年、第1原画）
- サイボーグ009 THE CYBORG SOLDIER（2002年、原画、#48）
- ポポロクロイス（2003年、原画、#6）
- RD 潜脳調査室（2008年、原画、#6）
- 図書館戦争（2008年、原画、#6）
- 夏目友人帳（2008年、原画、#2・#5・#9）
- サムライガン（2004年、原画、OP・ED）
- 鋼鉄神ジーグ（2007年、メカ作画監督、#4・#10、原画、#1・#4）
- 真マジンガー 衝撃! Z編（2009年、メカ作画監督、#10・#18、原画、#10・#18・#24、OP2）
- SKET DANCE（2011年、原画、#4・#22・#33・#53）
- ガールズ&パンツァー（2012年、原画、#1・#3）
- キルラキル（2013年、原画、#3・#24）
- ガンダムビルドファイターズ（2013年、原画、#25）
- 神々の悪戯（2014年、原画、#1）
- レガリア The Three Sacred Stars（2016年、メカ作画監督、#2）[1]
- ルパン三世 グッバイ・パートナー（2019年、作画監督、原画）
- ゲッターロボアーク（2021年、OP原画）
- ルパン三世 PART6（2021年 - 2022年、原画、#3）
- 進撃の巨人 The Final Season Part 2（2022年、原画、#82）

### OVA
- ダロス（1983年、原画、#2・#3・#4）
- BIRTH（1984年、原画）
- メガゾーン23（1985年、原画）
- 装鬼兵MDガイスト（1986年、原画）
- 学園特捜ヒカルオン（1987年、原画）
- 破邪大星ダンガイオー（1987年、原画、#2、OP）
- ドラゴンズヘブン（1988年、OP原画）
- 御先祖様万々歳!（1989年、原画）
- クレオパトラD.C.（1989年、原画）
- ハイスピード・ジェシー（1989年、原画、#10・#12）
- 紅い牙（1989年、メカニックデザイン）
- 機動戦士ガンダム0083 STARDUST MEMORY（1991年、原画、#1・#2・#3・#4・#5・#7・#9・#11・#13）
- ダウンロード 南無阿弥陀仏は愛の詩（1992年、原画）
- モルダイバー（1993年、原画）
- THE八犬伝 新章（1993年、原画）
- 流星機ガクセイバー（1993年、原画、#4・#6）
- マクロスプラス（1994年、原画）
- アイドルプロジェクト（1995年、原画）
- 新海底軍艦（1995年、原画、#1）
- 闘神伝（1996年、原画、#2）
- Jaja馬!カルテット（1997年、原画、#1）
- テイルズ オブ ファンタジア THE ANIMATION（2004年、作画監督、原画、#1）
- 新ゲッターロボ（2004年、原画、#13）
- スーパーロボット大戦ORIGINAL GENERATION THE ANIMATION （2005年、原画、#1・#2・#3）
- 鬼公子炎魔（2006年、原画、#1・#2・#3・#4）
- ツバサ TOKYO REVELATIONS（2007年、原画、#3）
- マジンカイザーSKL（2010年、原画、#1・#2・#3）
- 一発必中!!デバンダー（2012年、メカニック作画監督、OP絵コンテ、OP原画）
- サイボーグ009VSデビルマン（2015年、原画）

### 劇場アニメ
- ヤマトよ永遠に（1980年、動画）
- 宇宙戦士バルディオス（1981年、原画）
- うる星やつら オンリー・ユー（1983年、メカニック作画監督、原画）
- 幻魔大戦（1983年、原画）
- 押井版ルパン三世（1985年、原画）[注 2]
- オーディーン 光子帆船スターライト（1985年、原画）
- プロジェクトA子（1986年、原画）
- シティーハンター 愛と宿命のマグナム（1989年、原画）
- ヴィナス戦記（1989年、原画）
- 幽☆遊☆白書 冥界死闘篇 炎の絆（1994年、原画）
- スプリガン（1998年、メカニック作画監督）
- FINAL FANTASY（2001年、Storyboard Artists）
- ラーゼフォン 多元変奏曲（2003年、原画）
- DEAD LEAVES（2004年、原画）
- イノセンス（2004年、原画）
- それいけ!アンパンマン だだんだんとふたごの星（2009年、原画）
- ONE PIECE FILM Z（2012年、原画）
- 映画ドラえもん のび太のひみつ道具博物館（2013年、原画）
- 劇場版 銀魂 完結篇 万事屋よ永遠なれ（2013年、原画）
- 映画ドラえもん 新・のび太の大魔境 〜ペコと5人の探検隊〜（2014年、原画）
- 名探偵コナン 純黒の悪夢（2016年、原画）
- それいけ!アンパンマン おもちゃの星のナンダとルンダ（2016年、原画）
- それいけ!アンパンマン　ふわふわフワリーと雲の国（2021年、原画）
- それいけ!アンパンマン ばいきんまんとえほんのルルン（2024年、原画）
- 映画 ラブライブ!虹ヶ咲学園スクールアイドル同好会 完結編 第1章（2024年、原画）

### ゲーム
- ファイナルファンタジーX（2001年、BATTLE IMAGE BOARD DESIGNER）
- テイルズオブヴェスペリア（2008年、OP原画）